# Couture (Charente)
Couture is een gemeente in het Franse departement Charente (regio Nouvelle-Aquitaine) en telt 160 inwoners (2004). De plaats maakt deel uit van het arrondissement Confolens.

## Geografie
De oppervlakte van Couture bedraagt 10,4 km², de bevolkingsdichtheid is 15,4 inwoners per km².
De onderstaande kaart toont de ligging van Couture (Charente) met de belangrijkste infrastructuur en aangrenzende gemeenten.

## Demografie
Onderstaande figuur toont het verloop van het inwonertal (bron: INSEE-tellingen).